# ТЕЦ Sahacogen
13°5′57″ пн. ш. 100°57′34″ сх. д. / 13.09917° пн. ш. 100.95944° сх. д.
ТЕЦ Sahacogen — теплоелектроцентраль у тайській провінції Чонбурі, в індустріальному парку Саха-Патана.
У 1999 році на майданчику станції став до ладу парогазовий блок комбінованого циклу потужністю 129,9 (за іншими даними — 122) МВт, в якому дві газові турбіни живили через відповідну кількість котлів-утилізаторів одну парову турбіну. Відповідно до запровадженої в Таїланді програми сприяння малим ТЕЦ, станція Sahacogen отримала 25-річний контракт на викуп 90 МВт потужності державною електроенергетичною компанією Electric Generating Authority of Thailand (EGAT). Надлишки електроенергії постачали підприємствам індустріальної зони, так само як і технологічну пару в обсягах 41 тонна на годину.
В 2005-му блок доповнили третьою газовою турбіною та третім котлом-утилізатором, що збільшило виробництво пари до 81 тони на годину. В якийсь момент на станції також встановили окрему газову турбіну потужністю 10 МВт. Враховуючи ці підсилення, електрична потужність ТЕЦ досягнула 184 МВт.
У 2018-му запустили другий парогазовий блок потужністю 28,7 МВт, в якому одна газова турбіна живить через котел-утилізатор одну парову турбіну. При цьому виробітка пари зросла ще на 15 тонн на годину.
За усталеною практикою, по завершенні терміну контракту з EGAT відповідні потужності підлягають демонтажу або докорінній модернізації, яка зазвичай означає спорудження нових блоків. Як наслідок, в 2022-му розпочались будівельні роботи зі спорудження енергоблока потужністю 78 МВт, в якому одна газова турбіна живитиме через котел утилізатор одну парову турбіну. Введення цього об'єкту в експлуатацію планується на 2024 рік.
Як паливо станція використовує природний газ (через провінцію Чонбурі проходить газотранспортний коридор Районг — Бангпаконг).
Проект реалізувала компанія Sahacogen (Chonaburi) Public Company Limited — спільне підприємство Saha Group (власник індустріального парку Саха-Патана) та Zurn Industries. В 2021-му 51,67 % участі викупил Ratchaburi Electricity Generating Holding (також відомий як RATCH), головним акціонером якого із часткою 45 % є державна Electric Generating Authority of Thailand (EGAT). Того ж року оголосили про готовність RATCH довести долю у Sahacogen до 100 %.